# Tetrathemis leptoptera
Tetrathemis leptoptera là loài chuồn chuồn trong họ Libellulidae. Loài này được Selys mô tả khoa học đầu tiên năm 1877.